# Mrsklesy
Mrsklesy (německy Nirklowitz) jsou obec v okrese Olomouc v Olomouckém kraji. Žije zde 699 obyvatel.
Sousedními obcemi sídla jsou vojenský újezd Libavá, Velká Bystřice, Přáslavice a Hlubočky.
V sousedství obce se nachází vojenský újezd Libavá, který je aktivně využíván pro výcvik ozbrojených sil ČR. Do veřejného povědomí se obec zapsala především blízkostí skládky tuhého komunálního odpadu provozovaná společností LO HANÁ s.r.o. 

## Název
Jméno vsi zřejmě vzniklo z označení jejích obyvatel, kteří "mrskali (= rubali) lesy". Vzhledem k existenci přídavného jména zamrsklý - "vysušený" by bylo možno uvažovat i o významu "místo, kde jsou uschlé lesy". Do němčiny bylo jméno přejato nejprve (ve 14. století) v podobě Murklesch, později (od 17. století) v různých tvarech: Nierklowitz, Mrsklicz, Nicklowitz a Nirklowitz, z nichž poslední se používalo od 18. do 20. století. Podle jejich zakončení vznikla v 18. století i česká podoba Mrsklice, ktera se zažila v místním nářečí.

## Historie
První písemná zmínka o obci pochází z roku 1364 (Myrkless). Historické okolnosti ve znaku obce připomíná figura dvou zkřížených válečných seker z erbu vladyků z Bystřice, jinak z Mrskles. Zelené pole za sekerami symbolizuje zemědělský charakter obce a okolní lesnatou krajinu, z čehož se vyvozuje i český název Mrsklesy. Černá plamenná orlice ve znaku odkazuje na církevní příslušnost Mrskles pod olomouckou kapitulu (od roku 1610). Orlice je doprovázena dvěma šípy, atributy sv. Šebestiána, jemuž je zasvěcená místní kaple.
K elektrizaci obce došlo roku 1913.
Roku 1853 byla zprovozněna silnice[kde?] do Mrskles. Od roku 2016 se zvětšily o katastrální území Mrsklesy na Moravě I, které bylo vyloučeno z vojenského újezdu Libavá.

## Obyvatelstvo
| Rok            | 1869 | 1880 | 1890 | 1900 | 1910 | 1921 | 1930 | 1950  | 1961 | 1970 | 1980 | 1991 | 2001 | 2011 | 2021 |
| -------------- | ---- | ---- | ---- | ---- | ---- | ---- | ---- | ----- | ---- | ---- | ---- | ---- | ---- | ---- | ---- |
| Počet obyvatel | 448  | 482  | 537  | 587  | 757  | 746  | 919  | 1 045 | 700  | 653  | 539  | 481  | 539  | 556  | 653  |
| Počet domů     | 44   | 51   | 72   | 76   | 89   | 87   | 119  | 196   | 150  | 158  | 151  | 159  | 156  | 169  | 207  |

## Obecní správa
Mezi lety 1869–1919 Mrsklesy byly obcí v okrese Olomouc. Od 15. června 1919 do 31. prosince 1955 patřily jako osada města k Velké Bystřici a od 1. ledna 1956 do 31. prosince 1974 byly znovu obcí v okrese Olomouc-venkov (1921–1930), posléze v okrese Olomouc-okolí (1950) a později opět v okrese Olomouc. Od 1. ledna 1975 do 31. prosince 1995 patřily znovu jako čast města k Velké Bystřici a od 1. ledna 1996 jsou opět samostatnou obcí, když se na základě výsledku místního referenda opět oddělily.

### Obecní symboly
Znak a vlajka byly obci uděleny rozhodnutím předsedy Poslanecké sněmovny Parlamentu České republiky dne 5. října 2004.

## Společenský život
Samospráva obce se v roce 2016 zapojila do vyvěšování moravské vlajky 5. července. V obci funguje TJ Sokol, který zajišťuje tradiční akce stavění májky a memoriálů. 

## Pamětihodnosti
- kaple svatého Šebestiána

## Galerie

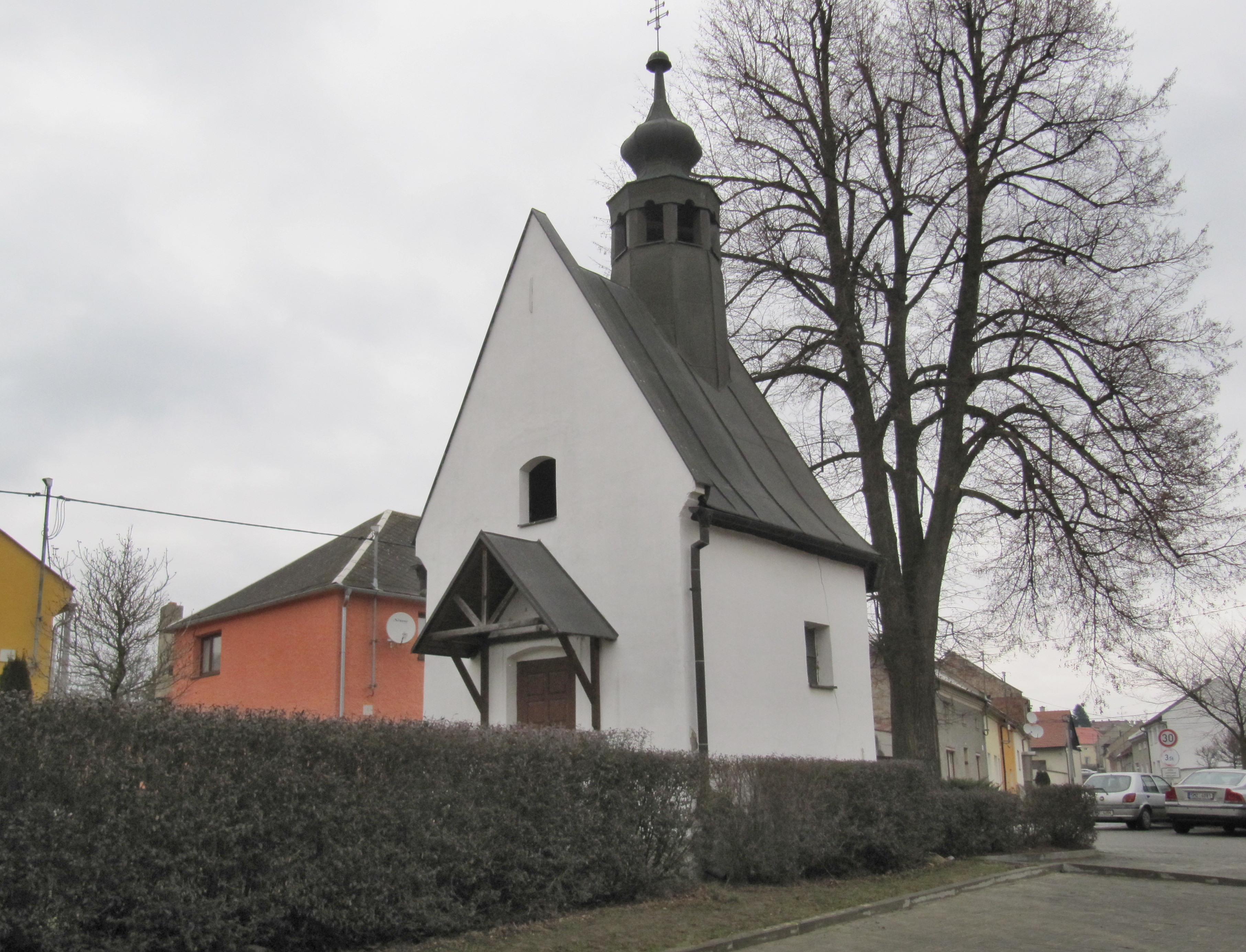
Kaple svatého Šebestiána
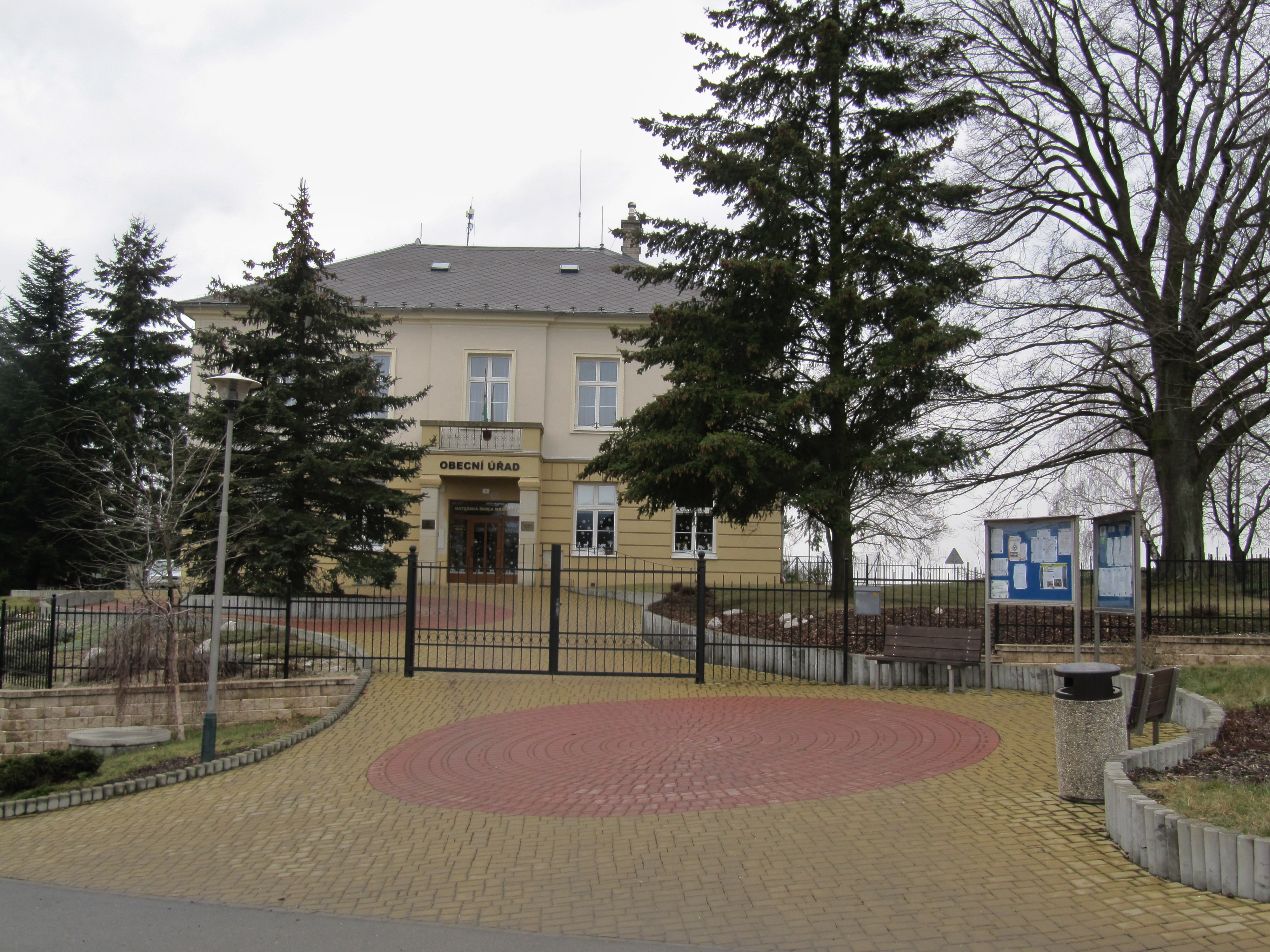
Obecní úřad
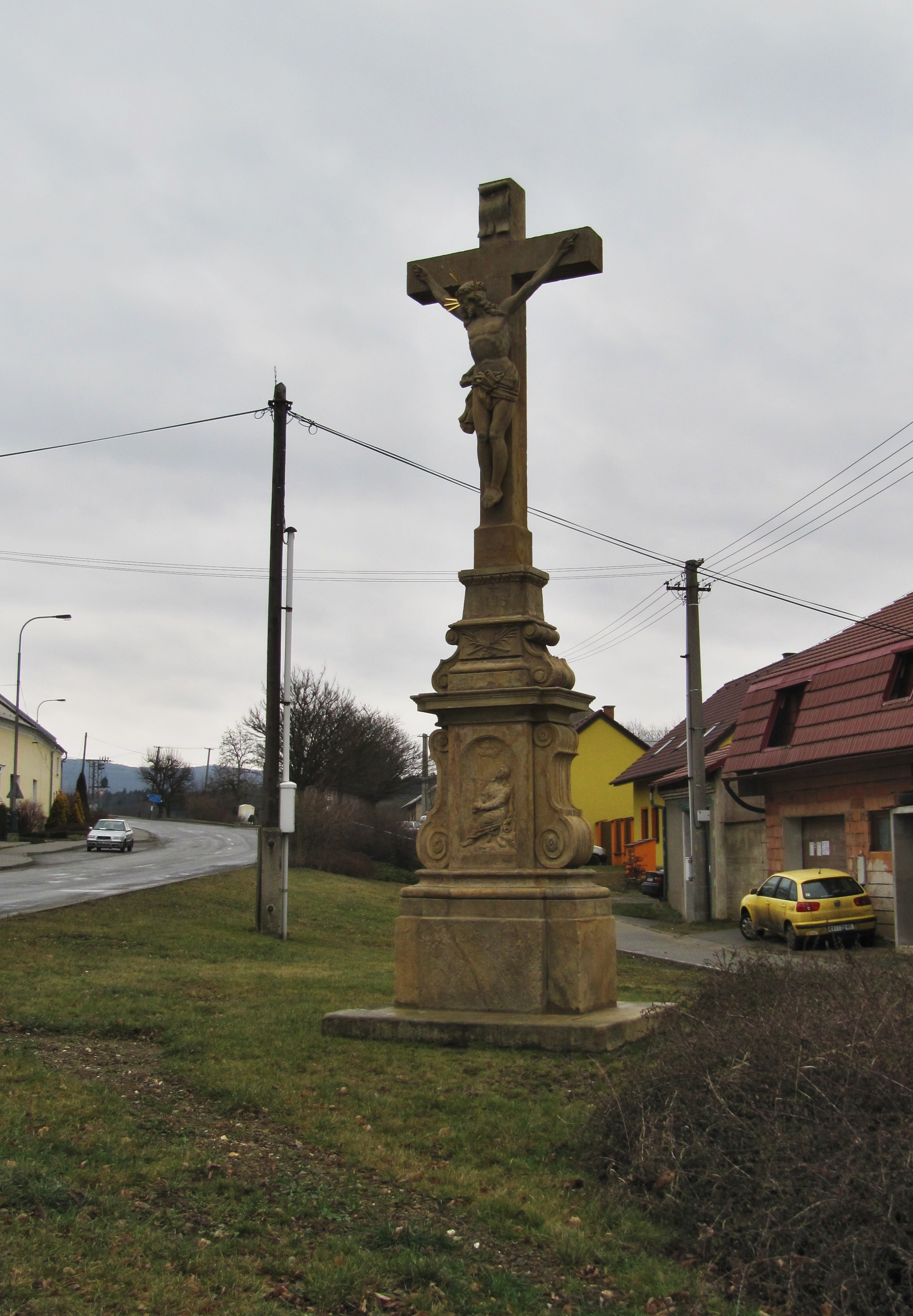
Kříž
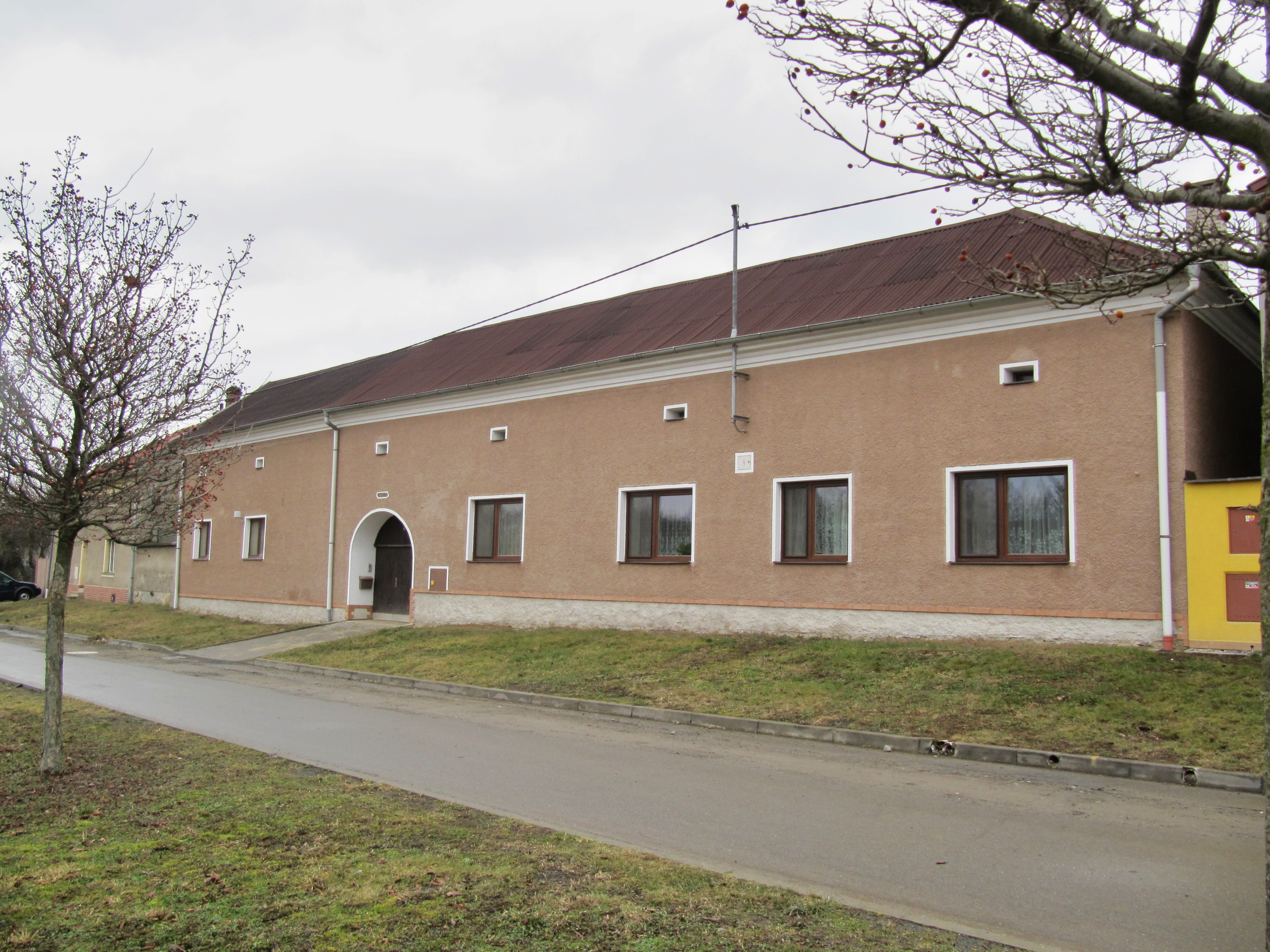
Dům č. p. 6